# لوکاس نیلسن
لوکاس نیلسن (دانمارکی: Lukas Nielsen; ۲۳ دسامبر ۱۸۸۴ – ۲۹ آوریل ۱۹۶۴) ژیمناست هنری اهل دانمارک بود.